# ディア (衛星)
ディア (Jupiter LIII Dia) は、木星の第53衛星で、ヒマリア群の一つである。大きさが 4 km しかない、極めて小さな天体である。

## 発見
2000年12月5日に、スコット・S・シェパードが率いる観測チームによって発見され、S/2000 J 11 という仮符号が与えられた。観測にはハワイ大学システムの 2.2 m 望遠鏡が用いられた。衛星の発見は、その他の新しい木星の衛星の発見とあわせて、翌2001年1月5日に国際天文学連合および小惑星センターのサーキュラーで公表された。
ディアは2000年に発見された後、10年近くに渡って見失われていた。そのため、この衛星は失われてしまったと考える研究者もいた。失われてしまった理由としては、この衛星がヒマリア群で最も大きい衛星であるヒマリアと衝突して破壊され、木星を取り巻く薄い環になってしまったという可能性が考えられた。実際に、冥王星探査機ニュー・ホライズンズが木星に接近して観測した際には、ヒマリアの軌道周辺に環の一部と思しき筋状の構造が検出されている。しかし衛星の発見者であるシェパードがマゼラン望遠鏡を用いて2010年と2011年に行った観測によって、再びこの衛星は発見された。

## 名称
2015年3月7日、国際天文学連合の太陽系の天体や地形の命名に関するワーキンググループ (WGPSN) により、ディア (Dia) と命名された。また Jupiter LIII という確定番号が与えられた。名前の由来となったディアーは、ギリシア神話に登場するエーイオネウスの娘で、イクシーオーンの妻となり、またゼウスとの間にペイリトオスをもうけた女性である。